# Castillo del Laurel
El castillo del Laurel fue una fortificación situada en el casco urbano de la localidad malagueña de Ronda, España. Sus restos cuentan con la protección de la Declaración genérica del Decreto de 22 de abril de 1949, y la Ley 16/1985 sobre el Patrimonio Histórico Español.

## Descripción
Todavía no está suficientemente clara la denominación romana en la zona, aunque se han encontrado numerosas inscripciones y algunos restos arqueológicos. Se sabe que Escipión fundó varias órdenes militares, entre ellas la Orden Arundense en Ronda, que quizás fue la que construyó el primitivo Castillo del Laurel o Laurus. Según la división de Augusto, el municipio quedaba dentro de la provincia romana de la Hispania Ulterior Baetica, y administrativamente fluctuaba entre los Conventos Astigitano, Gaditano e Hispalense. 
Los historiadores antiguos confundían a Ronda con Acinipo, de ahí que esta última recibiera el nombre de Ronda la Vieja. Luego se ha visto que eran dos ciudades distintas: Acinipo llega a ser una de las ciudades más importantes de la Bética y Arunda fue una de las veintinueve ciudades de la Bética que gozaron del derecho antiguo del Lacio. Acinipo alcanzó mayor importancia en época romana pero pronto fue abandonada y Ronda siguió su trayectoria histórica sin interrupción. 
Por lo que se refiere al trazado urbanístico de la Ronda romana, no ha quedado ningún rastro. Se ha de suponer que el municipio no debió alcanzar mucha extensión. La población debía extenderse por el Barrio de la Villa o del Espíritu Santo, y el Barrio Viejo o de San Miguel. Donde posteriormente se situaría la ciudad se encontraba el llamado Castillo del Laurel, cuyos cimientos los aprovecharían los musulmanes para construir su fortaleza, y en la misma peña había un templo que se transformaría posteriormente en mezquita y luego en Iglesia Mayor. 
Francisco Lozano sostiene que después de la batalla de Munda, que él sitúa en Ronda, la ciudad quedó completamente destruida, salvándose el castillo y el templo, y la población se situó entonces al otro lado del río, formándose un poblado que recibió el nombre de Laurus. Este lugar fue ocupado posteriormente por los visigodos que le dieron el nombre de Onda o Unda, pues llamaron Undo al río.

## Historia
Cuando se produce la llegada de los romanos, Ronda y su comarca debían estar repartidas entre indígenas y forasteros, sobre los que hay todavía muchas dudas, si bien se puede suponer que Ronda ya desde los primeros momentos comenzó a actuar como frontera y refugio de poblaciones diversas.
El primitivo Castillo del Laurel o Laurus, habría sido el edificio predominante dentro del tejido urbano de la ciudad y sus cimientos fueron aprovechados para la construcción de la fortaleza medieval, a partir de la cual se generó el poblamiento en la parte alta, y no en continuación de la localización romana, en las zonas bajas, cerca del abastecimiento de agua. Frente al castillo, tras una plaza, estaba la mezquita y detrás se extendía la población hasta los bordes de la roca. En el lugar donde se había emplazado el poblado de Laurus, se situaba el barrio judío, alrededor de la primera iglesia cristiana (Santa Cecilia, hoy Padre Jesús).